# In a Heartbeat
In a Heartbeat é um curta-metragem de animação americano de 2017 produzido pelo Ringling College of Art and Design. Escrito e dirigido por Esteban Bravo e Beth David, o projeto foi financiado através do Kickstarter, arrecadando US$ 14.191 de 416 apoiadores com uma meta de US$ 3.000. O curta-metragem trata de um garoto gay enrustido, Sherwin, que tem uma queda por outro garoto chamado Jonathan e seu coração deseja estar com ele. O curta recebeu muitos elogios em diversas plataformas e foi selecionado para o Oscar de melhor curta-metragem de animação, mais não foi indicado..

## Enredo
Sherwin, um garoto tímido e ruivo, chega à escola aguardando a chegada de sua paixão secreta, Jonathan. Sherwin se esconde em uma árvore e observa Jonathan passar lendo um livro e brincando com uma maçã. De repente, o coração de Sherwin começa a bater rapidamente e se torna antropomórfico, deixando seu corpo e perseguindo Jonathan. Sherwin tenta agarrar e esconder seu coração, resultando em vários encontros estranhos com Jonathan. Eventualmente, Sherwin persegue seu coração dentro da escola e o agarra. Então o coração agarra o dedo de Jonathan. A situação fica desconfortável quando outros alunos veem os dois e ficam confusos. O coração se parte em dois e Sherwin foge com a metade. Fora da escola, Sherwin chora silenciosamente quando Jonathan se aproxima e se senta ao lado dele. Eles mantêm as mãos juntas enquanto unem o coração novamente e ele alegremente ganha vida. A cena escurece com os corações de Sherwin e Jonathan brilhando e se formando em um só.

## Recepção
O curta-metragem recebeu elogios esmagadores e universais por sua animação, mensagem positiva e ressonância emocional. O curta estourou no YouTube, com estimativa de 42 milhões de visualizações, e foi repassado pelo Facebook e Twitter. Vídeos de reação foram postados por Fine Brothers Entertainment, Ellen DeGeneres e Connor Franta. Mais tarde, foi nomeado No. 9 na lista dos 10 vídeos mais populares do YouTube em 2017.

## Prêmios e indicações
| Ano  | Premiação                                  | Categoria                 | Resultado       |
| ---- | ------------------------------------------ | ------------------------- | --------------- |
| 2017 | Animation Shorts Film Festival             | Jury Award                | Indicado        |
| 2017 | Student Academy Awards                     | Melhor Filme Animado      | Venceu          |
| 2017 | Animation Conference and Festival          | Seleção oficial           | Seleção oficial |
| 2017 | HollyShorts Film Festival                  | Melhor Filme LGBT         | Venceu          |
| 2017 | Lake View International Film Festival      | Melhor Filme LGBT         | Venceu          |
| 2017 | North Carolina Gay & Lesbian Film Festival | Jury Award                | Venceu          |
| 2017 | Student Academy Awards                     | Melhor Animação Doméstica | Venceu          |
| 2017 | Animation Showcase                         | Seleção oficial           | Seleção oficial |
| 2017 | Trinity Film Festival                      | Alumni Choice Award       | Venceu          |